# Den personlige Friheds Værn (film)
Den personlige Friheds Værn er en dansk dokumentarisk optagelse fra 1942. Filmen er uden lydspor.

## Handling
Delegeretmøde i Den personlige Friheds Værn. Foreningen var en modstykke til afholds- og forbudsforeninger og arbejdede for menneskets ret til at bestemme over eget liv, bl.a. med hensyn til indtagelse af øl og alkohol og rygning.
Overportør Rasmussen, Helsingør: Det er ungdommen, det gælder om at få i tale. Kan man få den til at forstå den idealisme, der i virkeligheden ligger bag foreningens arbejde, vil også ungdommen fylke sig om vor fane.
Direktør Dabelsteen advarer imod at angle efter den ungdom, der ikke endnu er moden til selv at tage en bestemmelse.
Kontorchefen: Langt den største par af foreningens 145 lokalforeninger arbejder fortræffeligt, og de fleste af resten gør deres pligt, men der bliver alligevel enkelte tilbage, som står i stampe. Det gælder om at løfte i flok.
Festmiddag i 'Kilden' efter møde. Slagsangen 'For Frihed' afsynges. Redaktør Bigum, som fik ideen til foreningens oprettelse, motiverer et leve for landsforeningen. Der holdes taler.